# Iszbułdino
Iszbułdino (ros. Ишбулдино) – wieś (dieriewnia) w Rosji, w Baszkortostanie, w rejonie abzieliłowskim. W 2010 liczyła 539 mieszkańców.